# Monumento ao Cristo Redentor (Guaçuí)
Monumento ao Cristo Redentor é uma escultura de autoria de Antônio Francisco Moreira, inaugurada em 26 de dezembro de 1956, localizada no município de Guaçuí, interior do estado do Espírito Santo.

## História
Inaugurada no ano de 1956, o monumento ao Cristo Redentor, está localizado no município de Guaçuí, interior do estado do Espírito Santo. A obra de autoria é de Antônio Francisco Moreira, artista autodidata da região.
A iniciativa partiu do próprio artista e foi aceita pelo então prefeito da cidade, Djalma de Sá Oliveira. A obra durou cento e treze dias, erguendo uma estrutura de vinte metros de altura pesando quase cem toneladas.
Principal cartão postal do município, no ano de 2015, após um processo que durou seis anos, o processo de restauro da obra foi concluído e devolvido para a sociedade. De acordo com Vera Costa (PDT), então prefeita de Guaçuí, foram aumentadas as vagas de estacionamento e reformas nos banheiros, além de melhorias na infraestrutura turística em torno ao monumento.
No ano de 2018, no segundo mandato de Vera Costa, por meio de uma parceria público-privada (PPP), o monumento passou por um novo processo de restauro. Nessa etapa, o monumento ganhou uma nova pintura e um espaço de lazer para crianças.